# Administració Autònoma del Nord i Est de Síria

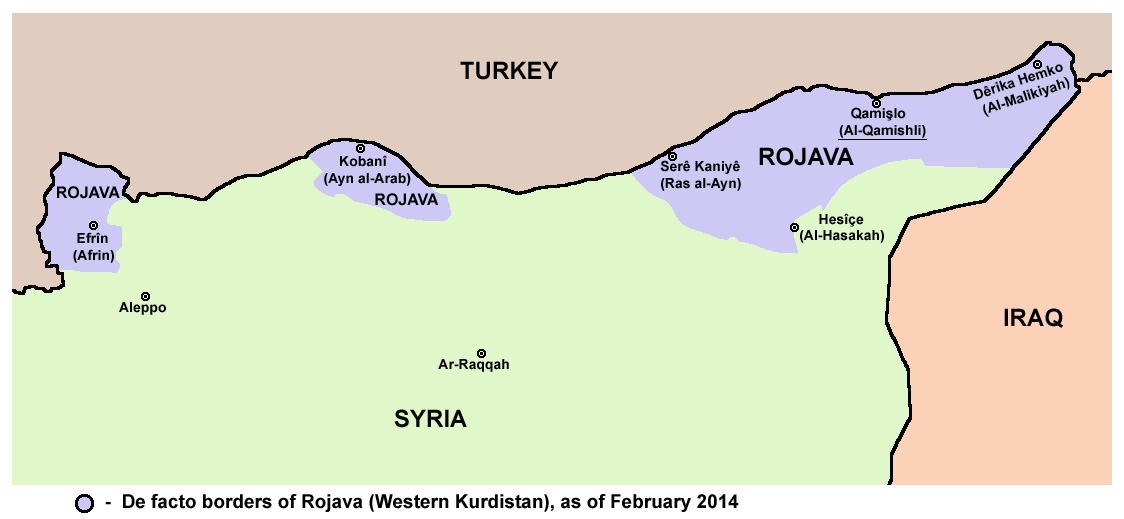
Rojava, 2014

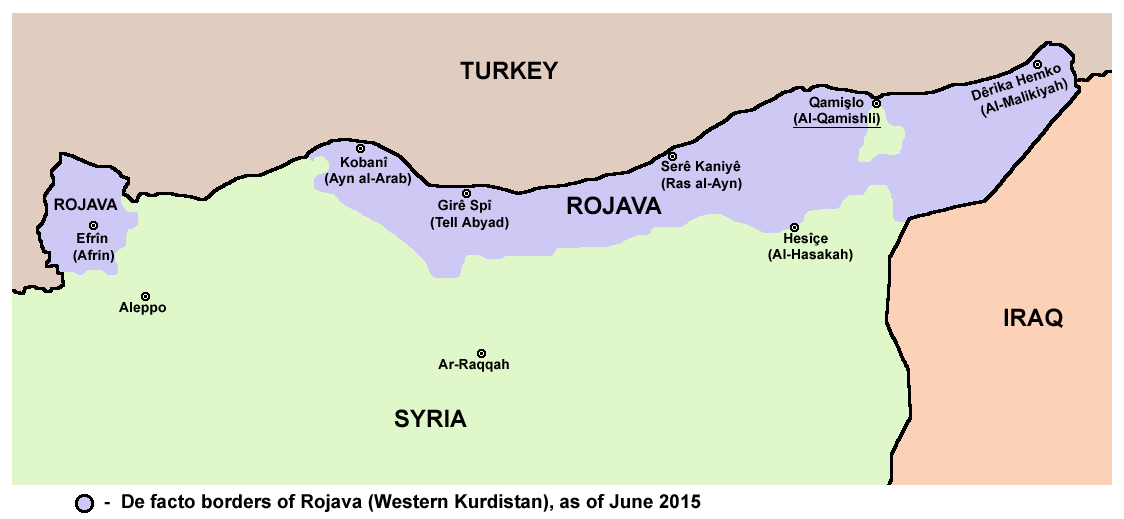
Rojava, 2015

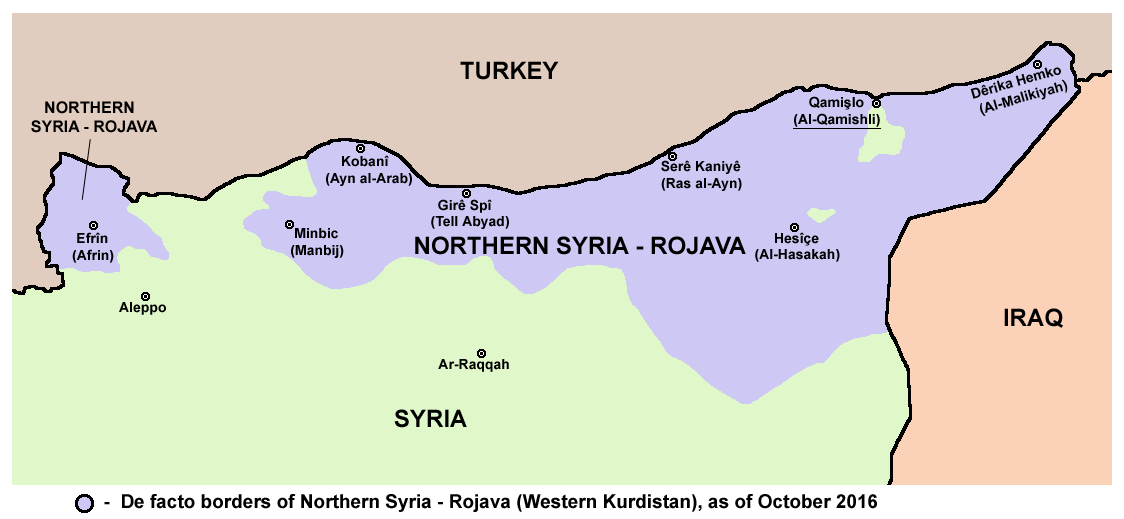
Rojava, 2016

L'Administració Autònoma del Nord i Est de Síria, també coneguda com Kurdistan Occidental (kurd: Rojavaya Kurdistanê) o Rojava, és un territori kurd administrat de facto pel Comitè Suprem Kurd i que forma part de iure de la República Àrab Siriana. Limita al nord i a l'oest amb altres zones kurdes, sota administració de Turquia, a l'est amb zones kurdes de l'Iraq, i al sud amb altres zones sota administració de Síria.
El control de la zona està en disputa. Els kurds consideren aquest territori com una part de Kurdistan, dividit entre Síria, Turquia, Iraq i l'Iran per interessos colonialistes. El govern de Síria reclama el control sobre tot el territori com a seu.

## Etimologia
Els kurds es refereixen a aquest territori com a Rojavayê Kurdistanê, 'Kurdistan Occidental', o senzillament com a Rojava, ‘Occident’.

## Geografia
Rojava es troba a les ribes est i oest del riu Tigris al llarg de la frontera turca. Tots els cantons es troben a una latitud aproximada de 36 graus i mig al nord. Són relativament plans excepte les Muntanyes kurdes al cantó d'Afrin.
El Cantó de Jazira limita amb el Kurdistan iraquià al sud-est. Pel que fa a les governacions de Síria, Rojava forma part en la seva la majoria a la Governació d'Al-Hasakah, així com la part nord de la Governació de Raqqa i el nord-oest i el nord-est de la Governació d'Alep.

## Política
El sistema polític de Rojava es basa en la seva constitució, anomenada "Contracte social". La constitució va ser ratificada el 9 de gener de 2014, establint igualtat de gènere i llibertat religiosa a tots els residents a Rojava.
Abdullah Öcalan, líder del Partit dels Treballadors del Kurdistan (PKK) empresonat a İmralı, Turquia, és la figura icònica i popular a Rojava i les seves idees són les que s'intenten implementar tant socialment com política. Öcalan, durant el període que restà empresonat, va ser influenciat per les idees de Murray Bookchin, que proposa l'ecologia social, la democràcia directa i el municipalisme llibertari (una confederació d'assemblees de ciutadans locals) com a vehicle polític i social emancipador del poble. El març de 2005, Öcalan va publicar la seva "Declaració del Confederalisme Democràtic al Kurdistan", basada en les idees de Bookchin, demanant als ciutadans "que deixessin d'atacar el govern i animant a crear assemblees municipals per crear una democràcia sense estat". La idea d'Öcalan fou una confederació pan-kurda, unida sota els propòsits d'autodefensa, ecologisme, igualtat de gènere i pluralisme ètnic, cultural i religiós. Així doncs, la Constitució de Rojava és un reflex de les idees de Bookchin i Öcalan, fomentant la creació de centenars de comunes de veïnatge al llarg dels tres cantons.
Rojava té una política de "co-governança" on tots els òrgans de representació ciutadana i de decisió tant a nivell veïnal fins a nivell cantonal, inclouen una "equivalència femenina d'igual autoritat". Això significa, per exemple, que si una normativa no es acceptada pel "poder femení", aquesta no podrà ser implementada. De la mateixa manera, Rojava té una política de representació política igualitària de tots els components ètnic-religiosos. Àrabs, kurds i cristians són els majoritaris. Alguns ho han comparat amb el sistema confessionalista libanès, que es basa en les principals religions d'aquest país. La política de Rojava ha estat descrita com "aspiracions transnacionals llibertàries" influenciades pel canvi ideològic del PKK cap a l'anarquisme, incloent, però, encara, estructures "tribals, etno-sectàries, capitalistes i patriarcals".
Rojava es divideix en tres cantons com a administracions regionals: Cizîrê, Kobanî i Afrin, així com la regió de Shahba, que actualment dividida entre els cantons d'Afrin i Kobanî. El model de governança de Rojava fa èmfasi en la gestió local, amb comitès escollits democràticament per prendre decisions. El Moviment per a una Societat Democràtica (TEV-DEM), multiètnic, liderat pel Partit de la Unió Democràtica (PYD), és la coalició política majoritària a Rojava. Entre 2012 i 2013, el PYD juntament amb el Consell Nacional Kurd (ENKS) van crear el Comitè Suprem Kurd (en kurd: Desteya Bilind a Kurd) com a òrgan de govern a Rojava, composta per un mateix nombre de membres del PYD i l'ENKS.
També hi ha posicions de governador i president, amb Hediye Yusuf i Humaydi Daham al-Hadi essent co-governadors del Cantó de Jazira.

### Govern comunitari
El sistema de govern comunitari se centra en la democràcia directa i ha estat descrit com una forma de govern a l'estil de la democràcia atenesa, de "baix a dalt", que contrasta amb els governs centrals de molts estats. El model, doncs, reconeix que els estats són menys rellevants i que són les persones les que governen a través dels consells. És per això que, aquests consells i comunes són inclusius, al involucrar persones de tots els grups etnico-religiosos: kurds, àrabs, assiris, turcmans i iazidites.
Per tal de fer efectiva la forma de govern, des dels inicis es va promoure la creació de comitès i comunes a districtes, barris, pobles, comtats i ciutats, amb el propòsit de reunir-se setmanalment "per parlar dels problemes a què s'enfronten les persones que hi viuen". Les conclusions d'aquestes reunions s'exposarien llavors a l'anomenada "Casa del Poble" mitjançant els representants escollits democràticament pels comitès i/o comunes. El setembre de 2015, el rotatiu estatunidenc New York Times va informar, de la mà del periodista Wes Enzinna:
| « | Per a un antic diplomàtic com jo, ho vaig trobar confús: seguia buscant una jerarquia, el líder singular o signes d'una línia governamental, quan, de fet, no hi havia ningú. Només hi havia grups. No hi havia cap d'aquella obstinada obediència al partit, ni la deferència obsequiosa al "gran home": una forma de govern massa evident a l'altra banda de les fronteres, a Turquia al nord, i al Govern Regional Kurd de l'Iraq al sud. L'afirmació segura dels joves era sorprenent. | » |

No obstant això, un article de Chatham House de 2016 deia, en el mateix mitjà, que el poder estava molt centralitzat en mans del PYD.

### Administració cantonal
L'article 8 de la Constitució de 2014 estableix que "tots els cantons de les regions autònomes s'autogovernaran localment". Així doncs, els cantons "escollirant lliurement els seus representants, òrgans i exerciran els seus drets en la mesura que no contradiguin els articles del Contracte Social".
El gener de 2014, la assemblea legislativa del Cantó d'Afrin va escollir Hêvî Îbrahîm Mustefa com a màxim representant, que va nomenar al seu torn a Remzi Şêxmus i Ebdil Hemid Mistefa com a l'equivalent a les vicepresidències. Pel que fa al Cantó de Kobanî va escollir com a màxim representant a Enver Müslim, que va nomenar com a vicepresidents a Bêrîvan Hesen i Xalid Birgil. Finalment, el Cantó de Jazira va escollir al kurd Akram Hesso com a màxim representant i Hussein Taza Al Azam (àrab) i Elizabeth Gawrie (assíria) com a vicepresidents.
| Cantons de Rojava | Cantons de Rojava | Nom oficial | Màxim representant         | Vicepresidència                       | Coalició | Coalició | Última elecció | Propera elecció |
| ----------------- | ----------------- | --- | -------------------------- | ------------------------------------- | -------- | -------- | -------------- | --------------- |
| Confederation     | Rojava            | - الفدرالية الديمقراطية لشمال سوريا (àrab) - Federaliya Demokratîk a Bakûrê Sûriyê (kurd) - ܦܕܪܐܠܝܘܬ݂ܐ ܕܝܡܩܪܐܛܝܬܐ ܕܓܪܒܝ ܣܘܪܝܐ (Siríac) | Hediya Yousef Mansur Selum |                                       |          | TEV-DEM  | Març 2016      |                 |
|                   | Cantó de Jazira   | - مقاطعة الجزيرة (àrab) - Kantona Cizîrê (kurd) - ܦܠܩܐ ܕܓܙܪܬܐ (Siríac)                                                                | Akram Hesso                | Elizabeth Gawrie Hussein Taza Al Azam |          | TEV-DEM  | Gener 2014     |                 |
|                   | Cantó de Kobanî   | - مقاطعة كوباني (àrab) - Kantona Kobaniyê (kurd) - ܦܠܩܐ ܕܟܘܒܐܢܝ (Siríac)                                                              | Enver Muslim               | Bêrîvan Hesen Xalid Birgil            |          | TEV-DEM  | Gener 2014     |                 |
|                   | Cantó d'Afrin     | - مقاطعة عفرين (àrab) - Kantona Efrînê (kurd) - ܦܠܩܐ ܕܥܦܪܝܢ (Siríac)                                                                  | Hêvî Îbrahîm               | Remzi Şêxmus Ebdil Hemid Mistefa      |          | TEV-DEM  | Gener 2014     |                 |
| Shahba            | Regió de Shahba   | - مناطق الشهباء (àrab) - Herêma Şehba (kurd) - ܦܢܝܬܐ ܕܫܗܒܐ (Siríac)                                                                   | Ismail Musa                | Mohammed Ahmed Khaddro Ayman al-Hafez |          | TWDS     | Febrer 2016    |                 |

### Assemblea federal
El desembre de 2015, durant una reunió de representants a Al-Malikiya, els participants van decidir crear una Assemblea Federal, anomenada Assemblea Democràtica de Síria, que serviria com a representant polític de les Forces Democràtiques Sirianes a Síria. Els copresidents escollits com a representants van ser l'activista pels drets humans Haytham Manna i el membre del Consell Executiu de TEV-DEM, Îlham Ehmed.

### Consell Federal
A nivell de la federació de Rojava, els ministeris, anomenats pel TEV-DEM, del Consell Federal tracten l'economia, l'agricultura, els recursos naturals i els afers exteriors.
L'any 2014 es van convocar eleccions a Rojava, però van haver de ser posposades a causa de la guerra. Aquestes eleccions, però, entre d'altres regles, establien una quota mínima del 40% de participació de dones al govern i una quota per als joves. Pel que fa a la representació dels diferents grups ètnic-religiosos, totes les organitzacions i oficines governamentals es basen en un sistema de copresidència.

### Relacions internacionals

#### Relacions amb el Govern Regional del Kurdistan
El partit polític dominant a la regió, el Partit de la Unió Democràtica (PYD), és una organització membre de la Confederació Democràtica del Kurdistan (KCK); no obstant això, les altres organitzacions membres de la KCK en els estats veïns (Turquia, l'Iran i l'Iraq) amb minories kurdes estan proscrites (Kurdistan turc, Kurdistan iranià) o són políticament marginals respecte a altres partits kurds (l'Iraq). Les expressions de simpatia cap als kurds sirians han estat nombroses entre els kurds de Turquia. Durant el setge de Kobanî, alguns ciutadans d'ètnia kurda de Turquia van travessar la frontera i es van oferir com a voluntaris en la defensa de la ciutat.
La relació de la regió amb el Govern Regional del Kurdistan a l'Iraq és complicada. Un dels contextos és que el partit que governa allí, el Partit Democràtic del Kurdistan (PDK), es considera a si mateix i als seus partits kurds afiliats en altres països com una alternativa més conservadora i nacionalista i competidora de l'agenda política i el projecte del KCK en genera. El sistema polític del Kurdistan iraquià contrasta fortament amb el sistema de la regió. Igual que l'organització paraigua del KCK, el PYD té algunes inclinacions ideològiques antinacionalistes, encara que també compta amb faccions nacionalistes kurdes, a les quals tradicionalment s'ha oposat el Consell Nacional Kurd de Síria, patrocinat pel PDK iraquià, amb inclinacions nacionalistes kurdes més clares.

#### Relacions amb Síria
Actualment, les relacions de la regió amb el govern de Damasc estan determinades pel context de la guerra civil siriana. La constitució de Síria i la constitució del Nord i l'Est de Síria són jurídicament incompatibles pel que fa a l'autoritat legislativa i executiva. En l'àmbit militar, els combats entre les Unitats de Protecció Popular (YPG) i les forces governamentals sirianes han estat escassos, en la majoria dels casos s'ha perdut part del territori encara controlat pel govern sirià en Qamishli i al-Hasakah a favor de les YPG. En algunes campanyes militars, en particular en el nord de la governació d'Alep i en al-Hasakah, les YPG i les forces governamentals sirianes han cooperat tàcitament contra les forces islamistes, l'Estat Islàmic de l'Iraq i el Llevant (ISIL) i altres.
La regió no afirma perseguir la plena independència, sinó l'autonomia dins d'una Síria federal i democràtica. Al juliol de 2016, la copresidenta de l'Assemblea Constituent, Hediya Yousef, va formular el plantejament de la regió respecte a Síria de la següent manera:
| « | Creiem que un sistema federal és la forma ideal de govern per a Síria. Veiem que en moltes parts del món, un marc federal permet a la gent viure pacífica i lliurement dins de les fronteres territorials. El poble de Síria també pot viure lliurement a Síria. No permetrem que Síria es divideixi; l'única cosa que volem és la democratització de Síria; els seus ciutadans han de viure en pau, i gaudir i valorar la diversitat ètnica dels grups nacionals que habiten el país. | » |

L'elit governant de Damasc està dividida sobre la qüestió de si el nou model a la regió pot treballar en paral·lel i convergir amb el govern sirià, en benefici de tots dos, o si l'agenda ha de ser centralitzar de nou tot el poder al final de la guerra civil, la qual cosa requereix la preparació per a la confrontació final amb les institucions de la regió.
Una anàlisi publicada al juny de 2017 va descriure la "relació de la regió amb el règim tibant però funcional" i una "dinàmica semicooperativa". A la fi de setembre de 2017, el ministre d'Afers exteriors de Síria va dir que Damasc estudiaria la possibilitat de concedir als kurds més autonomia a la regió una vegada derrotat el ISIL.
El 13 d'octubre de 2019, les FDS van anunciar que havien arribat a un acord amb l'Exèrcit sirià que permetia a aquest últim entrar a les ciutats de Manbij i Kobani, controlades per les FDS, amb la finalitat de dissuadir un atac turc contra aquestes ciutats en el marc de l'ofensiva transfronterera dels rebels sirians secundats per Turquia. L'exèrcit sirià també es va desplegar en el nord de Síria juntament amb les Forces d'Autodefensa al llarg de la frontera sirià-turca i va entrar en diverses ciutats controlades per les Forces d'Autodefensa, com Ayn Issa i Tell Tamer. Després de la creació de la Segona Zona d'Amortiment del Nord de Síria, les Forces d'Autodefensa van declarar que estaven disposades a fusionar-se amb l'exèrcit sirià si s'aconseguia un acord polític entre el govern sirià i les Forces d'Autodefensa.

#### Relacions amb Catalunya
Al juliol de 2014, el copresident del PYD, Salih Muslim, va ser convidat pel Parlament de Catalunya per a explicar el procés democràtic en la comunitat autònoma. Es va reunir amb la presidenta del Parlament, Núria de Gispert, i amb representants de quatre grans partits catalans.
El 20 d'octubre de 2021, el Parlament de Catalunya va aprovar una proposta de resolució amb els vots dels tres partits independentistes catalans i els comuns que reconeix Administració Autònoma del Nord i Est de Síria com a subjecte polític i va instar les institucions catalanes a "establir relacions amb aquesta administració". Esdevé el primer parlament del món que ho reconeix.

## Educació i cultura

### Educació bàsica
Amb la llei del partit Baas, l'educació bàsica consistia únicament en escoles públiques en llengua àrab, complementades amb escoles privades assíries. El 2015, l'administració de Rojava va introduir l'ensenyament primari en la llengua materna a escollir, tant kurd com àrab, i educació bilingüe kurd-àrab obligatòria per a les escoles públiques, amb l'anglès com a tercera llengua obligatòria. Hi ha continus desacords i negociacions sobre els plans d'estudis amb el govern central sirià, que generalment encara paga els professors a les escoles públiques. Pel que fa a les escoles confessionals privades assíries no hi ha hagut cap canvi.
L'agost de 2016, es va fundar el Centre Ourhi la comunitat assíria a la ciutat de Qamixli, per formar els professors en llengua siríaca, que també s'afegiria llavors en el currículum de 2016 a les escoles públiques del Cantó de Jazira. Segons el Comitè d'Educació de Rojava, el curs 2016-2017 "tres currículums han reemplaçat l'antic, per incloure l'ensenyament públic en tres idiomes: kurd, àrab i assiri".
Les administracions locals, cantonals i federal de Rojava posen molt èmfasi a promoure biblioteques i centres educatius per facilitar l'aprenentatge i les activitats socials i artístiques, per exemple el Centre Nahawand per al Desenvolupament del Talent Infantils a Amuda (obert el 2015) i la Biblioteca Rodî û Perwîn a Kobani (oberta el maig de 2016).

### Educació superior
Un nombre creixent d'institucions d'ensenyament superior han estat creades per les diferents administracions cantonals de Rojava, degut a la manca de les mateixes des de l'inici de la guerra civil.
- El setembre de 2014, l'Acadèmia de Ciències Socials de Mesopotàmia va començar classes a Qamixli. Des de llavors, més acadèmies dissenyades sota la filosofia del socialisme llibertari estan en procés de fundació o planificació.[46]
- L'agost de 2015, la Universitat d'Afrin va començar diferents programes de literatura, enginyeria i economia, així com la creació d'instituts de medicina, enginyeria topogràfica, música i teatre, administració d'empreses i llengua kurda.[47]
- El juliol de 2016, l'administració encarregada de l'ensenyament al Cantó de Jazira va fundar la Universitat de Rojava a Qamixli, amb facultats de Medicina, Enginyeria, Ciències i Arts i Humanitats. Els programes impartits incloïen salut, informàtica, enginyeria agrària, física, química, història, psicologia, geografia, matemàtiques i ensenyament primari i la literatura kurda.[48][49] La llengua vehicular de la instrucció és el kurd i signar un acord amb la Universitat de París VIII per a la cooperació. El primer curs acadèmic va ser el 2016-2017.[50]
- L'agost de 2016, les Forces Democràtiques de Síria del Cantó de Jazira van alliberar la ciutat d'Hasakah, i la Universitat Al-Furat, àrab, va reprendre el seu funcionament operant sota l'autoritat del Ministeri del Govern d'Educació Superior de Damasc.

### Art i cultura
Des de l'establiment de Rojava va portar un aflorament molt important pel que fa a les tradicions kurdes. El Centre d'Art i Cultura Democràtica, al Cantó de Jazira, va néixer fruit de la necessitat d'espais de difusió culturals a la regió.
Entre els principals esdeveniments culturals de Rojava es troba el Festival del Teatre, el mes de març, així com el Festival de la Curta Història de Rojava, al juny, ambdós a la ciutat de Qamixli, així com Festival de Curtmetratges d'Afrin, a l'abril.

## Demografia
Històricament, la demografia de la regió ha estat molt diversa. El canvi més recent en la composició demogràfica va ser a principis del segle XX a causa dels genocidi assiri i el genocidi armeni, quan milers d'assiris i armenis van fugir cap a Síria des de Turquia. A aquest èxode el va seguir el de persones kurdes que fugien de Turquia a causa la Rebel·lió Xeic Said. Finalment, la política d'arabització del Partit Baas, creant assentaments en territori de majoria kurda de població àrab és l'últim dels esdeveniments més rellevants que han contribuït a la estructura demogràfica en diverses zones de la Rojava actual, del segle xx.
Més recentment, durant la Guerra Civil siriana, la població de Rojava s'ha duplicat a prop de 4,6 milions de persones. Entre els nouvinguts hi ha sirians de totes les ètnies que han fugit de la violència d'altres zones de Síria i l'Iraq.

### Grups ètnics
Els principals grups ètnics que tenen presència significativa a tot el territori de Rojava són:
- Kurds: són un grup ètnic[55] del nord-est i el nord-oest de Síria, classificats culturalment i lingüísticament entre els pobles irànics.[56] Molts kurds es consideren descendents de l'antic poble iranià dels Medes,[57] usant un calendari que data del 612 a.C., quan la capital assíria de Nínive va ser conquerida pels medes.[58] Els kurds conformaven el 55% de la població del 2010 del Cantó de Jazira i el Cantó de Kobanî. Durant la Guerra Civil siriana, molts kurds que havien viscut a tot arreu de Síria van tornar a les seves terres tradicionals a Rojava.
- Iazidites: són un grup ètnic-religiós amb presència a tot Rojava, especialment als Cantons de Jazira i Afrin.
- Àrabs: són un grup ètnic[59] o etnolingüístic que viuen al llarg de tot Rojava, amb l'àrab com a primera llengua. Engloben tant tribus beduinas com els pobles indígenes arabitzats.[60] Els àrabs són majoria en algunes parts de Rojava, en particular a les parts meridionals del Canton de Jazira, al districte de Tell Abyad i al districte de Azaz. Mentre que a la regió de Shahba, el terme àrab s'utilitza principalment per denotar els kurds àrabs i els assiris arabitzats,[60] al Cantó de Kobanî i al Cantó de Jazira, principalment denota la població ètnica beduina àrab.[61]

Grups ètnics que tenen presència significativa en certs cantons de Rojava:
- Assiris: són un grup ètnic-religiós amb presència al Cantó de Jazira, particularment a les àrees urbanes de Qamixli, al-Hasakah i Ras al-Ayn, al cantó nord-est i als pobles del riu Khabur i a la zona de Tell Tamer. Tradicionalment parlen varietats de siríac-arameu. Durant la Guerra Civil siriana hi va haver molts assiris entre les persones refugiades a Rojava, fugint de la violència gihadista d'altres llocs de Síria.[62] En el clima polític secular de Rojava, el moviment Dawronoye té una influència creixent sobre la identitat assíria.[63]
- Turcmans: són un grup ètnic amb una gran presència a la regió de Shahba, on conformen majories al camp d'Azaz, Mare i fins a Jarabulus, amb una menor presència en el Cantó d'Afrin i Cantó de Kobanî.

També hi ha minories menors d'armenis (al llarg de Rojava) i Circassians a Manbij, així com txetxens a Ras al-Ayn.

### Llengua
A Rojava es parlen quatre llengües de tres famílies de llengües diferents:
- Kurd: en dialecte Kurmanji, una llengua irànica del nord-oest de la família lingüística indoeuropea.[64]
- Àrab: en dialecte Moslawi i escrit en àrab estàndard modern, una llengua semítica central de la família de llengües semítiques.
- Siríac: en dialectes Turoyo, Siríac neoarameu i varietats neoarameies caldeas, llengües semítiques nord-occidentals de la família de llengües semítiques.
- Turc: en dialecte sirià turcman, de la família lingüística del turc.

A Rojava s'escriu en tres alfabets diferents:
- L'alfabet llatí per al kurd i el turc.
- L'alfabet àrab (abjad) per l'àrab.
- L'alfabet siríac per al sirià-arameu.

### Religió
La majoria dels ciutadans kurds i àrabs a Rojava són musulmans sunnites, mentre que els ciutadans assiris, en general, són siríacs ortodoxos, catòlics caldeus o catòlics siriacs. També hi ha, però, altres creences més minoritàries, com el zoroastrisme i el iazidisme.
Finalment, cal destacar que el laïcisme està fortament estès i acceptat a Rojava. El partit PYD, que controla l'administració política de Rojava, és un partit secular i laic i, contràriament a la majoria de zones de l'Orient Mitjà, la religió, a Rojava, no és un tret identitari sociopolític.

### Població
Aquesta llista inclou les ciutats i pobles de Rojava amb més de 10.000 habitants. Les xifres de població es donen d'acord amb el cens sirià de 2004, l'últim disponible. Les ciutats destacades en blanc estan totalment sota l'administració de Rojava. Les ciutats en negreta són capitals dels seus respectius cantons. Les ciutats destacades en gris clar estan controlades parcialment pel govern de Damasc o per les forces d'Estat Islàmic.

## Economia

### Història
Les polítiques econòmiques del govern Baas en territori kurd van ser purament de subsistència, amb serveis públics obsolets i de mala qualitat que obligaven a emigrar a les persones a ciutats fora de Rojava on l'arabització era més fàcil d'aconseguir. Durant la guerra civil siriana, però, les infraestructures de Rojava van patir menys destrucció que altres parts de Síria. Al maig de 2016, Ahmed Yousef, cap del cos econòmic i president de la Universitat d'Afrin, va estimar que el producte interior de la regió de Rojava (inclosa l'agricultura, la indústria i el petroli) representava prop del 55% del producte interior brut de Síria.
Fins a l'any 2016, el govern sirià encara pagava alguns empleats de l'Estat, tot i que la tendència era a la baixa. No obstant això, el govern Rojava va afirmar que cap dels projectes eren finançats pel govern central.

### Marc de la política econòmica
L'organització econòmica de Rojava intenta aplicar la teoria d'Abdullah Öcalan. El 2012, el PYD va posar en marxa el que va anomenar Pla d'Economia Social, posteriorment anomenat Pla d'Economia Popular (PEP), amb la intenció d'aplicar aquestes idees i buscant substituir el capitalisme pel confederalisme democràtic.
L'administració de Rojava promou la creació de cooperatives de tota classe, des d'agrícoles i ramaderes fins a tèxtils o fàbriques i producció energètica, i representen una gran proporció de la producció. Segons el Ministeri d'Economia, aproximadament tres quartes parts de totes les propietats han estat posades sota titularitat comunitària i un terç de la producció s'ha transferit a la gestió directa dels consells de treballadors. La creació de les anomenades Comunes Econòmiques són l'exponent màxim de les teories del confederalisme democràtic. Les comunes no només cooperen en l'àmbit estrictament econòmic si no que comunalitzen les propietats per a gestionar-les democràticament entre les persones que hi visquin per tal de satisfer totes les necessitats de la comunitat.
La incorporació de la dona al mercat de treball cooperativista i comunalista és un dels projectes més ambiciosos de l'administració amb el que fomenta l'empoderament femení i la independència de la dona de les famílies, generalment molt tradicionals.
La moneda circulant a Rojava segueix essent la lliura siriana. Al Cantó d'Afrin, segons el Ministre d'Economia, s'ha prohibit l'interès com contrapartida a l'intercanvi de moneda, "i aquells que cobren interessos són sotmesos a judici i afronten les conseqüències [de cobrar-ne]".

### Economia dels cantons

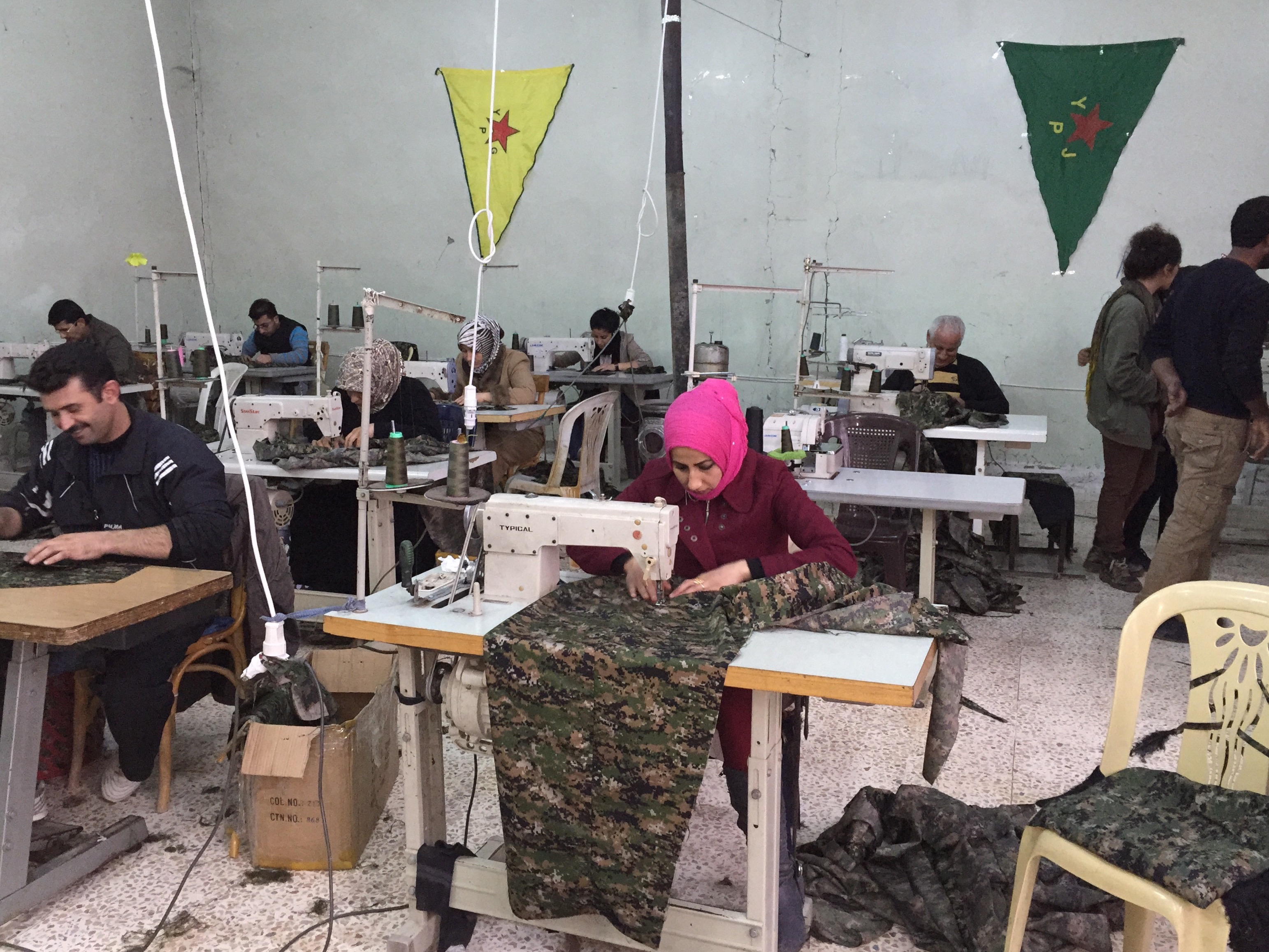
Homes i dones treballant en una cooperativa tèxtil

L'economia a Rojava se centra principalment a la producció agrícola en tots els cantons.
Al Cantó d'Afrin s'elabora tradicionalment oli d'oliva, que s'utilitza no només com a aliment si no al tradicional sabó d'Alep. Degut a la proximitat de la ciutat d'Alep, el Cantó ha rebut indústria que es va veure obligada a abandonar la ciutat a causa de la guerra.
El Cantó de Jazira és un important productor de blat i cotó i té una important indústria petroliera.
El Cantó de Kobanî, el que va patir la major destrucció dels tres, té grans reptes en la reconstrucció i ha vist incrementar substancialment l'agricultura d'hivernacle.
Els controls dels preus són gestionats per comitès democràtics a cada cantó, que poden fixar el preu dels béns bàsics, així com dels productes alimentaris i mèdics.

### Relacions econòmiques externes
La producció d'aliments i l'extracció de petroli supera la demanda, per la qual cosa els ingressos en concepte d'exportacions són importants. Pel que fa a les importacions, principalment són productes de consum i parts de vehicles.
La frontera amb el Kurdistan iraquià ha estat tancada de manera intermitent pel Govern Regional del Kurdistan (KRG), però des de juny de 2016 que va obrir novament, el comerç entre ambdues parts del Kurdistan contribueix al dinamisme econòmic a Rojava.
El comerç amb Turquia i l'accés a ajuda humanitària i militar és difícil a causa d'un bloqueig tant econòmic com humanitari de Turquia. El bloqueig consisteix principalment en bloquejar inversions o que els béns creuin la frontera. El bloqueig dels territoris adjacents controlats per Turquia i Estat Islàmic, i en menor mesura però també el KRG, ha ocasionat diverses vegades distorsions importants de preus al Cantó de Jazira i el Cantó de Kobanî. Per exemple, al Cantó de Jazira i Kobanî, fins al 2016 la gasolina costava la meitat que l'aigua embotellada.
No obstant això, des de l'obertura permanent del pas fronterer amb el Kurdistan iraquià, el juny de 2016, i l'obertura entre el territori controlat pel govern sirià i els cantons a l'abril de 2017, l'intercanvi econòmic s'ha normalitzat. Finalment, la captura de poblacions frontereres per part de les Forces de Mobilització Popular anteriorment controlades per Estat Islàmic, va ajudar a crear sinergies entre el govern iraquià i el de Rojava.

## Forces armades
Les forces armades de Rojava són les Unitats de Protecció Popular (en kurd: Yekîneyên Parastina Gel, YPG), conegudes pel seu gran nombre de dones combatents i també per haver defensat la ciutat de Kobani dels atacs de l'Estat Islàmic. Des de juliol de 2014, el servei militar és obligatori a Rojava.